# James Sean Wall

Wappen von James Sean Wall

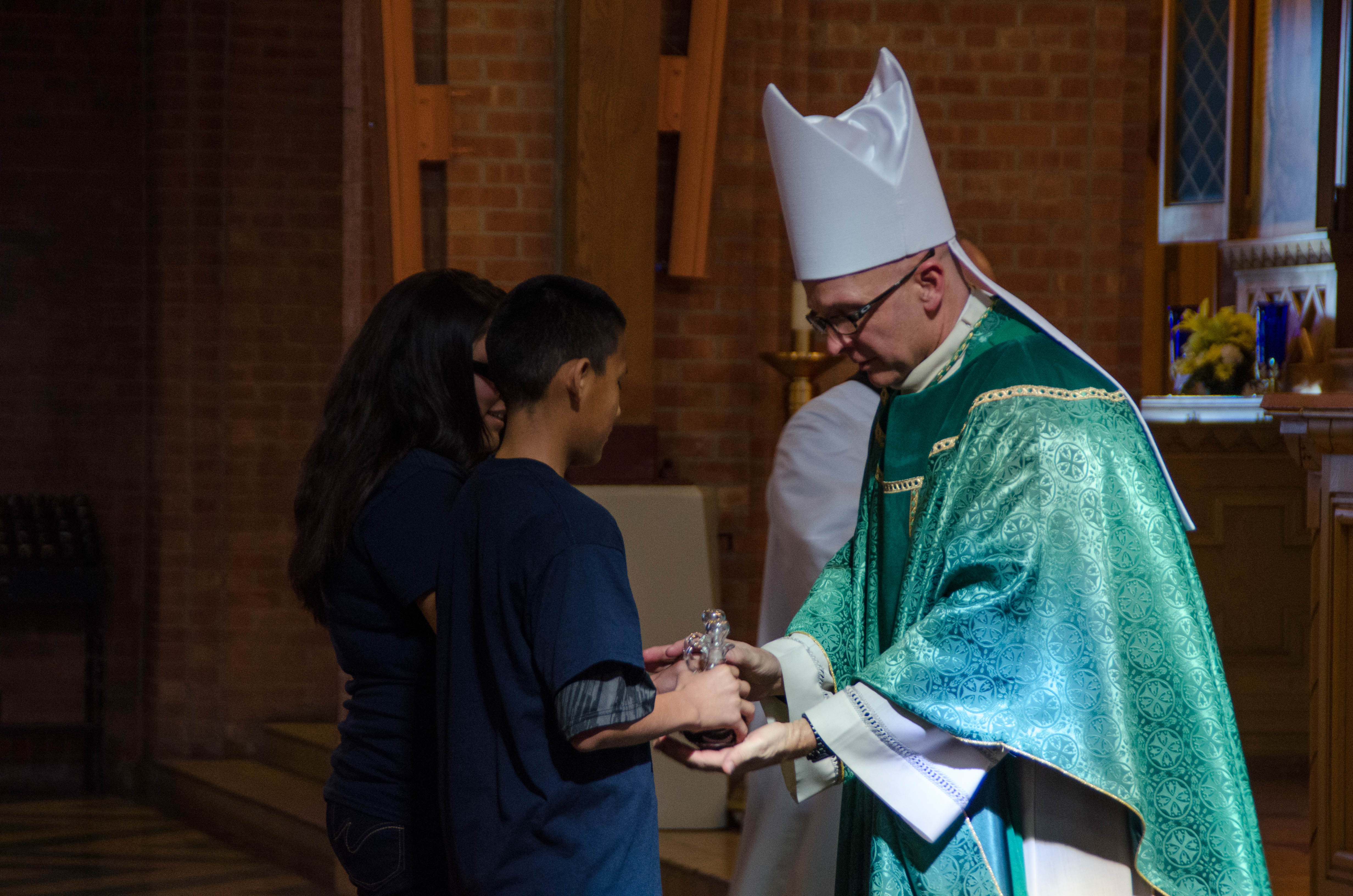
Bischof Wall bei einem Schulgottesdienst im Jahr 2016

James Sean Wall (* 2. April 1964 in Ganado, Arizona) ist ein US-amerikanischer Geistlicher der Römisch-Katholischen Kirche und Bischof von Gallup (in New Mexico und Arizona).

## Leben
Der Bischof von Phoenix, Thomas J. O’Brien, weihte ihn am 6. Juni 1998 zum Priester.
Papst Benedikt XVI. ernannte ihn am 5. Februar 2009 zum Bischof in Gallup.
Die Bischofsweihe spendete ihm der Erzbischof von Santa Fe, Michael Jarboe Sheehan, am 23. April desselben Jahres; Mitkonsekratoren waren Thomas James Olmsted, Bischof von Phoenix, und Edward William Clark, Weihbischof in Los Angeles.